# 岡田満
岡田 満（おかだ みつる、1886年4月19日 - 1962年4月28日）は、日本の大正・昭和期における歯科医、大学教授。滋賀県出身者の歯科医として、初の医学博士。

## 生涯

### 生い立ち
1886年（明治19年）4月19日、滋賀県野洲郡守山村吉身（現・滋賀県守山市吉身）で誕生。
父は滋賀県議会議長や衆議院議員を務めた岡田逸治郎、母は逸治郎の3番目の妻・義子。八男七女の七男として誕生したが、長男と四男が夭折しており対外的には五男と称す。
1898年（明治31年）早稲田中学入学に伴い上京し、長兄岡田国太郎宅より通う。1908年（明治41年）7月20日、東京歯科医学専門学校（現東京歯科大学）第14回生（本科6名の一人）として卒業する。1910年（明治43年）10月20日、論文提出により歯科医学得業士称号の追認を得る。

### 歯科医
東京歯科医学専門学校卒業後、同校講師に任ぜられた。その後、1910年（明治43年）歯科学勉強のため単身アメリカに私費で渡り、ニューヨークのストライカ歯科鋳造研究所・モーア歯科技工研究所など様々な施設を視察・臨床研修を受けた後、1915年（大正4年）ジョージ・ワシントン大学歯学部に入学する。アメリカでは東京歯科専門学校の恩師血脇守之助の紹介で、野口英世に細菌学の手解きを受ける。野口と岡田の兄国太郎とは、国太郎が友人である北里柴三郎を訪ね伝染病研究所を訪れた際に面談したことがあった。
1917年（大正6年）、福澤諭吉の遺志をくみ、北里柴三郎が初代学部長として慶應義塾大学医学部を設立、教授陣には北里研究所員を中心とする医学部主事北島多一ら門下生があげて参加した。岡田は1917年（大正6年）6月ジョージ・ワシントン大学を卒業し、1918年（大正7年）に8年に及ぶ留学を終え帰国した。ジョージ・ワシントン大学在学中ワシントン市スミソニアン研究所人類学部にも籍を置き、歯科学的立場から人類学の研究にも従事していた。北里は岡田の米国における歯科設備・器具、技術・理論、医療経営、人類学的考察に至る幅広い活動を高く評価し、また血脇守之助・野口英世や奥村鶴吉等の推薦もあったことから、1920年（大正9年）4月、慶應義塾大学医学部において歯科学教室創設と共に岡田を教授として招き、同教室の初代部長とした。

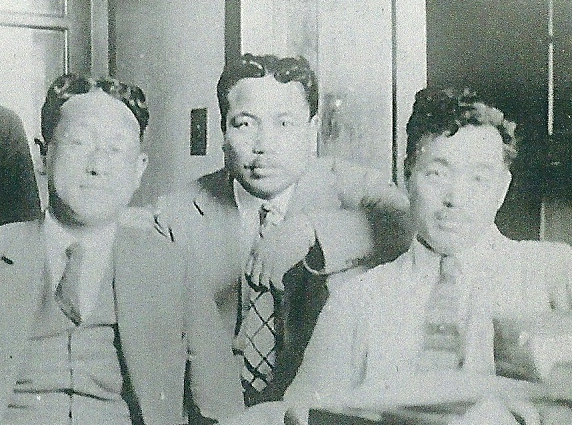
ニューヨークロックフェラー医学研究センターにて野口英世(右)、満(中央)、奥村鶴吉(左)

1926年（大正15年）、奥村鶴吉・島峰徹・向井雄等と共にフィラデルフィアの万国歯科医学会に参加する。1929年（昭和4年）3月、論文「双生児の顎形、歯穹形態、竝びに歯牙形態の類似程度の比較」を提出し学位（医学博士）を授与され、同年11月には血脇賞を受賞した。
1932年（昭和7年）4月、社団法人大日本歯科医学会会長に就任（1938年（昭和13年）4月退任）。1933年（昭和8年）9月、歯科材料規格調査委員を受嘱。1934年（昭和9年）4月、日本医学会歯科分科会準備委員長に就任、同年10月、柔道医学研究会委員を受嘱。1936年（昭和11年）6月、極東歯科連盟創立日本部会副会長に就任。岡田は歯科医療の発展と共に、学会活動を通じて歯科医各自に最新知識・技術提供を行った。公の講演などは次にまとめる。
1947年（昭和22年）5月、第1回日本歯科学医学会において「線鈎の調整法」の記念講演を行う。1951年（昭和26年）4月、第13回日本医学総会歯科分科会において「緩圧型維持装置に就いて」の記念講演を行う。1957年（昭和32年）4月、任期満了に伴い教授職を辞し、名誉教授に就任する。臨床歯科医としては北白川宮家や徳川義親等の主治医であった。　　　
岡田満は100キロを超える巨漢で、米国留学直後より手の関節リューマチや痛風に悩んでいたが木彫り・書画蒐集を楽しんだ。1962年（昭和37年）4月28日に逝去する。

### 慶應大学医学部歯科学教室

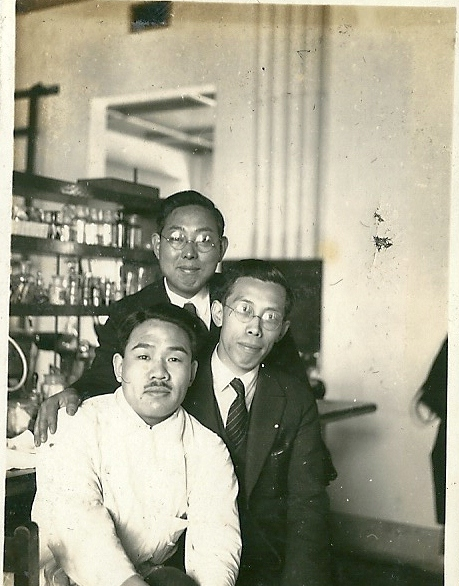
慶応大学歯科学教室

岡田は、1920年（大正9年）4月歯科学教室教授就任後自ら翌年10月3日の医学部附属病院開院のための施設と諸設備の準備に取り掛かった。歯科学教室は眼科教室に隣接した2階の4室が当てられ、2室を患者控室及び口腔衛生準備室・治療室とし、残りの2室を抜歯並びに口腔外科手術室、部長診察室兼矯正手術室、印像採得室、歯科技工作業室、医局員室に分割した。治療椅子は7台を準備した。また岡田は歯科学における特殊治療の活用と学理の運用が円滑に行えるように歯科学教室を口腔衛生科・一般治療科並びに歯槽膿漏を扱う膿漏科、口腔外科、矯正歯科、一般歯科技工科、歯科レントゲン科の6科に分類した。因みに1940年（昭和15年）当時の医局員は岡田満以下18名。同教室には後に日本大学専門部歯科教授となった岩垣宏等が医局員として在籍していた。

## エピソード
岡田満と松風
株式会社松風（しょうふう）は、歯科医院・歯科技工所向けに歯科器材の製造販売を行う企業である。もともと松風は、大量の工業品として陶磁器製造を行っていた会社だった。松風が歯科器材を作るきっかけは、岡田からの人工歯製造提案が始まりだった。
1915年、松風三代目嘉定が拡販のため北米を視察した際、岡田から国産陶歯開発の必要性を説かれた。当時陶歯は欧米製が主流で大変高価なもので、日本では名古屋・美濃で細々と作られていたが、臨床医や大学の評価を受けておらず、強度等多くの点で問題がある品物だった。
岡田は野口英世と同宿しながら歯科技工を学び、歯科技工所ストゥ&エディ カンパニーで副工場長であった荒木紀男を嘉定に引き合わせ、嘉定は荒木に陶歯研究を委託した。2年後、荒木が陶歯に関わる研究成果を携え帰国し、嘉定は松風陶歯研究所を設立し本格的に製造に向けた活動が開始された。その後、1921年、日本人による日本人の為の陶歯「松風アナトーム型歯」を日本歯科医学総会で発表し好評を得て、1922年、新たに松風陶歯株式会社を設立し陶歯専門の工場を立上げ、松風は陶歯の本格的生産を開始した。
岡田満とシャープ創業者早川徳次
1924年9月1日シャープの前身である「早川金属工業研究所」が大阪に立ち上げられた。開業2ヵ月後、早川徳次が独立したとの話を聞きつけた岡田より「スペップリン・チューブの発注書」が届いた。しかし、スペップリン・チューブ作成には、材料としての白金の合金、機械設備が必要だが、当時徳次にはまとまった資金がなく、やむを得ず岡田と東京の知人宛に機械を購入する資金1,500円を貸して欲しい旨、手紙を書いた。
するとすぐに岡田から上京するようにとの電報があり、徳次が慶應大学に岡田を訪ねたところ、無造作に1,000円が徳次の前に置かれた。
徳次が借用書を書き岡田に渡そうとしたが、どうしても受け取らず「証書でもって普通の貸借関係をするくらいなら、金を用立てたりはしない｣と岡田は言いだした。岡田は「友人として早川徳次を信じていればこそ役立てるのではないか。」「製品発注は、新たな独立へのお祝いだ。」と言い、徳次は嬉しさとありがたさから深く感謝をした。
東京の知人からも徳次は同じことを言われ、無証文で資金を集めることができ、徳次は岡田からの注文に応え、また創立1年目の早川金属工業研究所において金属文具と同様にこれが大きな売り上げとなった。
1926年岡田が外遊する際、徳次はこの時こそと外遊の足しとして岡田に1,000円を返すことができた。

## 著作
- 岡田満「双生児の顎型　歯穹型態並に歯牙型態の類似程度比較研究」（博士論文、昭和4年）[11]
- 岡田満「基本的緩圧型局部義歯補綴」松風陶歯製造株式会社 編 『歯科補綴学』〔第2分冊〕松風陶歯製造株式会社（永末書店〈最新歯科学全書 第12巻〉、昭和33年刊）
- 「咀嚙と榮養 醫學博士岡田滿氏」日本赤十字社 編『日本赤十字社参考館報』（日本赤十字社昭和4-7年）
- 「齒と美容　醫學博士　岡田滿」慶応海外医事研究会 編『明るい家庭医学』（春秋社、昭14年）
- 「不正齒列と口腔衛生・慶應義塾大學醫學部敎授　岡田満」内務省 編『児童の衛生』（同文館、大正10年）
- 「小學校兒童ノ咀嚼力測定上ノ考察・ドクトル岡田滿本」本図晴之助 編『学校衛生研究資料』（大日本学校衛生協会、昭和3年）
- 岡田滿「可撤性架工義齒術ノ過去及現在」『日本歯科医学会会誌』（「大日本歯科医学会会誌」と改題）第30号、p1～26 （日本歯科医学会、1921-03）
- 岡田滿「余ノ考案セル齒科用「レントゲン」線放射裝置ニ就テ―(實物供覽說明)」『大日本歯科医学会会誌』第35号、p1～18（大日本歯科医学会、1924-03）
- 岡田滿「自家考案ニ依ル齒科用並行測定機並ニ「スプリツトピン」「チユーブ」及ビ維持裝置」『大日本歯科医学会会誌』39号、p1～36（大日本歯科医学会、1925-09）
- 岡田滿「自家考案ニ依ル齒科用並行測定機並ニ「スプリツトピン」「チユーブ」及ビ維持裝置」『大日本歯科医学会会誌』第39号、大日本歯科医学会、1925年9月、1-36頁。
- 岡田滿「第七回國際齒科醫學大會ニ於ケル本學會現況報吿」『大日本歯科医学会会誌』第46号、p105～110（大日本歯科医学会、1927-06）
- 岡田滿「特殊合金ノ研究」『大日本歯科医学会会誌』第47号、p63～95（大日本歯科医学会、1927-10）
- 岡田滿「齒科用燐酸「セメント」ノ比較硏究」『大日本歯科医学会会誌』第62号、p29～81〈大日本歯科医学会、1931-10）
- 岡田滿「義齒牀に關する加强法」『大日本歯科医学会会誌』第30年第2号（通号66）p174～179（大日本歯科医学会、1932-10）
- 岡田滿「顎補綴」『大日本歯科医学会会誌』第32年第4号（通号76）p129～158（大日本歯科医学会、1935-04）
- 岡田滿「顎補綴」『大日本歯科医学会会誌』第33年第1号（77）p49～70（大日本歯科医学会、1935-08）
- 岡田滿 ; 齋藤悅朗 ; 星野七郞 ; 鈴木操 ; 小司馬秀俊「雜報 慶應醫學部病院の齒科開設」『歯科学報』第25巻第12号（東京歯科大学学会、1920-12）
- 岡田滿「最近米國に於ける分業的齒科の實況」『歯界時報』第2巻第8号、p37～40（歯界時報社、1919-08）
- 岡田滿「米國より何を學ぶ可きか」『歯界時報』第2巻第12号、p20～24（歯界時報社、1919-12）
- 岡田滿「米國より何を學ぶべきか」『歯界時報』第3巻第2号、p22～24（歯界時報社、1920-02）
- 岡田滿「顏貌美と齒列不正」『歯界時報』第4巻第11号、p19～19（歯界時報社、1921-11）
- 岡田滿「紐育のお正月」『歯界時報』第7巻第1号、p23～23（歯界時報社、1924-01）
- 岡田滿「口は萬病の原 口腔衞生に注意せよ」『済生』第2巻第10号、p45～46〈恩賜財団済生会、1925-10）
- 岡田滿「顎補綴」臨牀歯科社 編『臨牀歯科』第6巻第6号、p117～118（臨牀歯科社、1934-06）
- 岡田滿「同一人の口腔模型について種々なる局部義齒の設計に就て」『新歯科医報』4月號（第179号）p26～27（新歯科医報社、1932-04）
- 岡田満「齒の衛生 / 講演」食養研究會編纂〈食養研究會、1926-3）
- 岡田滿「綜說 齒牙異常と齒列不正並齒性顏面畸型の原因としての遺傳と出産前後の器械的刺戟(上)」『慶應医学』第5巻第2号（慶應医学会、1925-02）
- 岡田滿「綜說 齒牙異常と齒列不正並齒性顏面畸型の原因としての遺傳と出産前後の器械的刺戟(下)」『慶應医学』第5巻第3剛（慶應医学会、1925-03）

## 家族
- 父：岡田逸治郎（1839年－1909年）明治維新後滋賀県県会議長・衆議院議員を務める。
- 母：岡田義子（1856年－1942年）京都坂上氏

- 兄：岡田国太郎（1860年－1945年）逸治郎二男（長男夭折のため家督を継ぐ）。東京帝国大学医学部卒医学博士、軍医・細菌学者。
- 兄：中野善次郎（1866年－1944年）逸治郎三男。草津中野家の養子となる。滋賀県議会議員・草津町長を務める。
- 兄：岡田吉相（1883年－1952年）逸治郎五男。医師（京都東松原にて開業）。
- 兄：岡田信（1885年－1946年）逸治郎六男。大蔵省官僚、銀行家。東洋拓殖理事、台湾総督府財務局長、北海道拓殖銀行頭取、満州興業銀行頭取などを歴任。
- 弟：岡田渡（1892年-1970年）